# Orfelia micella
Orfelia micella är en tvåvingeart som först beskrevs av Donald Henry Colless 1966.  Orfelia micella ingår i släktet Orfelia och familjen platthornsmyggor. Inga underarter finns listade i Catalogue of Life.